# Josef Matějů
Josef Matějů (9. února 1891 Kosmonosy – 9. června 1967 Praha) byl český sochař a keramik.

## Život
V letech 1906–1910 studoval sochařsko-kamenickou odbornou školu v Hořicích. V roce 1913 nastoupil na Akademii výtvarných umění v Praze, kde studoval u profesora J. V. Myslbeka. Často pracoval s keramikou, vytvářel plastiky a sochy na veřejných budovách, zvláště na Mladoboleslavsku. S dvojicí architektů Freiwald - Böhm spolupracoval na veřejných zakázkách, např. v Klatovech, Sušici, Přešticích a v Chrudimi.

## Dílo

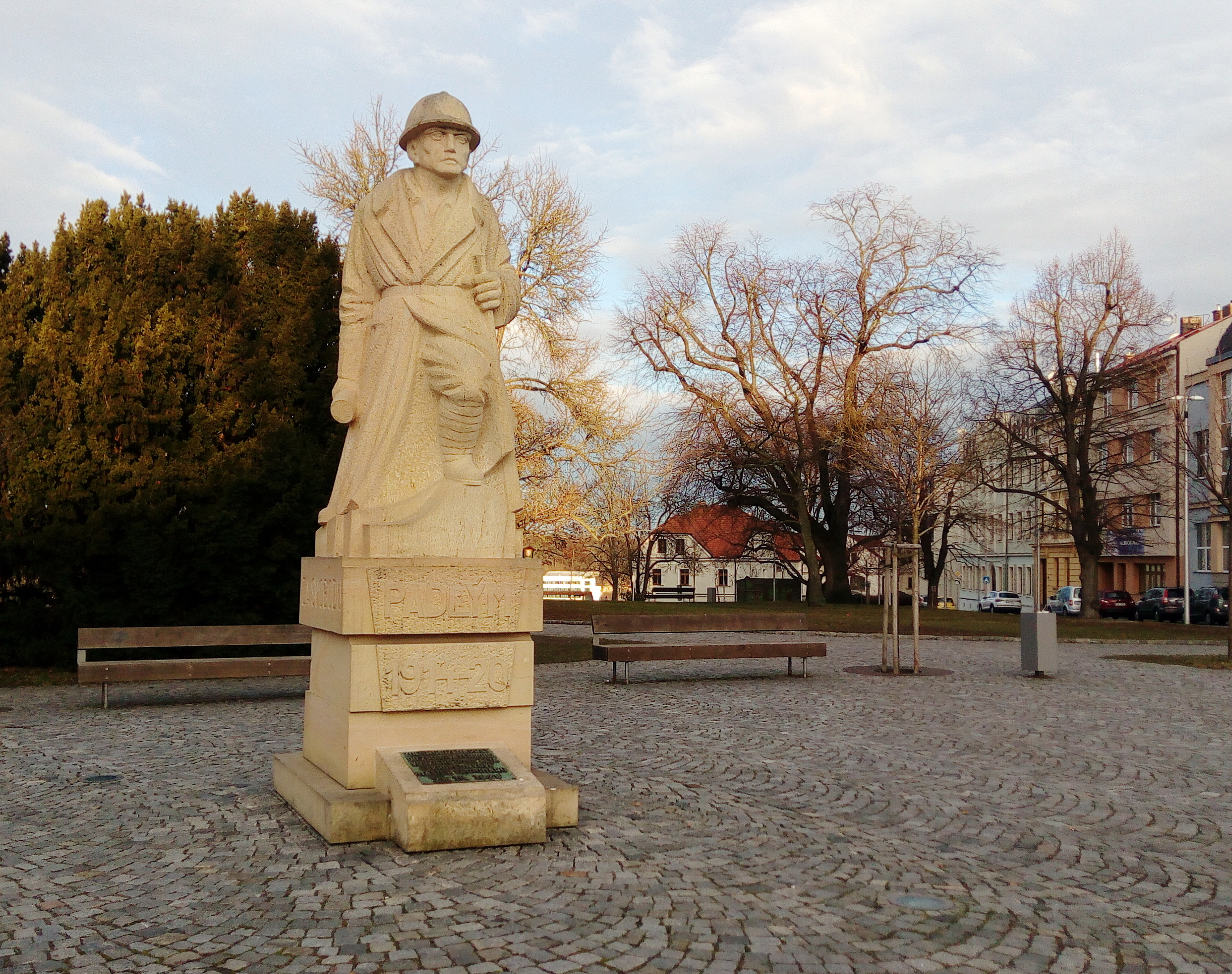
Josef Matějů, Pomník padlým legionářům, Mladá Boleslav (replika od Michala Moravce)
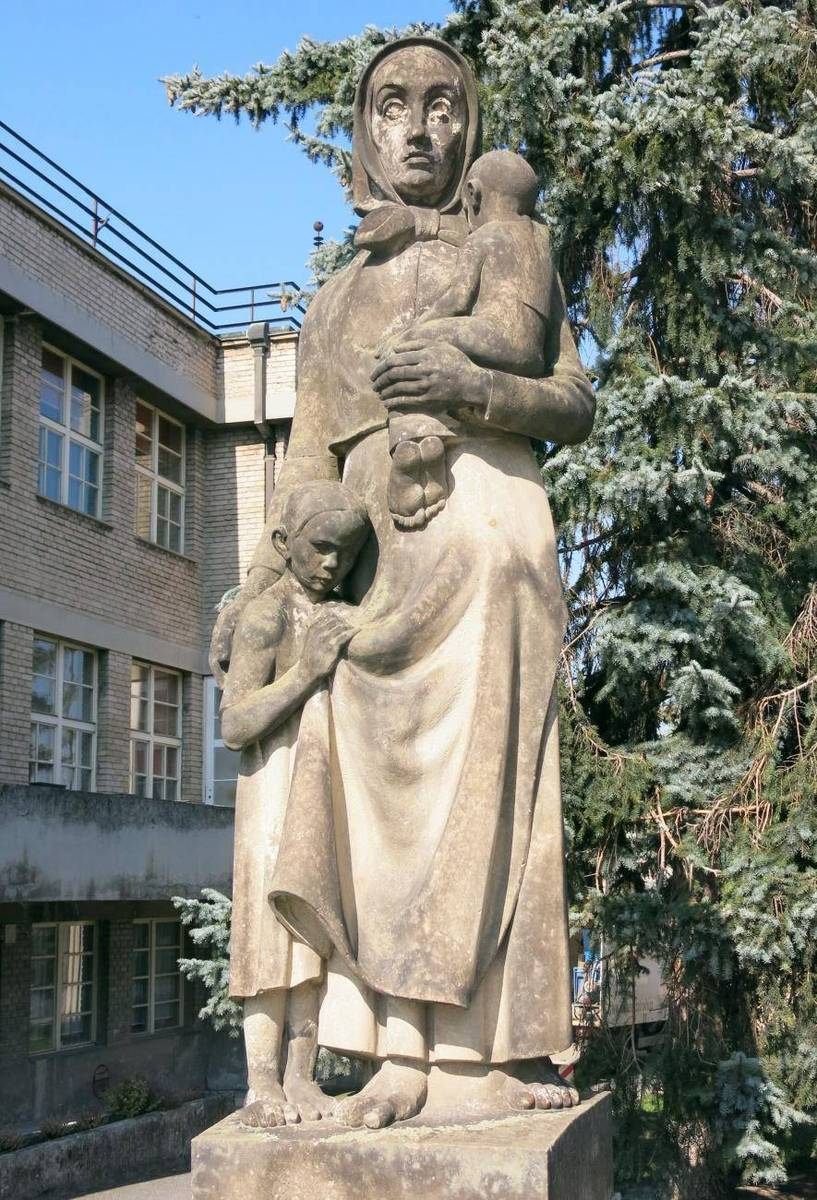
Josef Matějů, Matka s dětmi, u Centra pro zdravotně postižené v Mladé Boleslavi
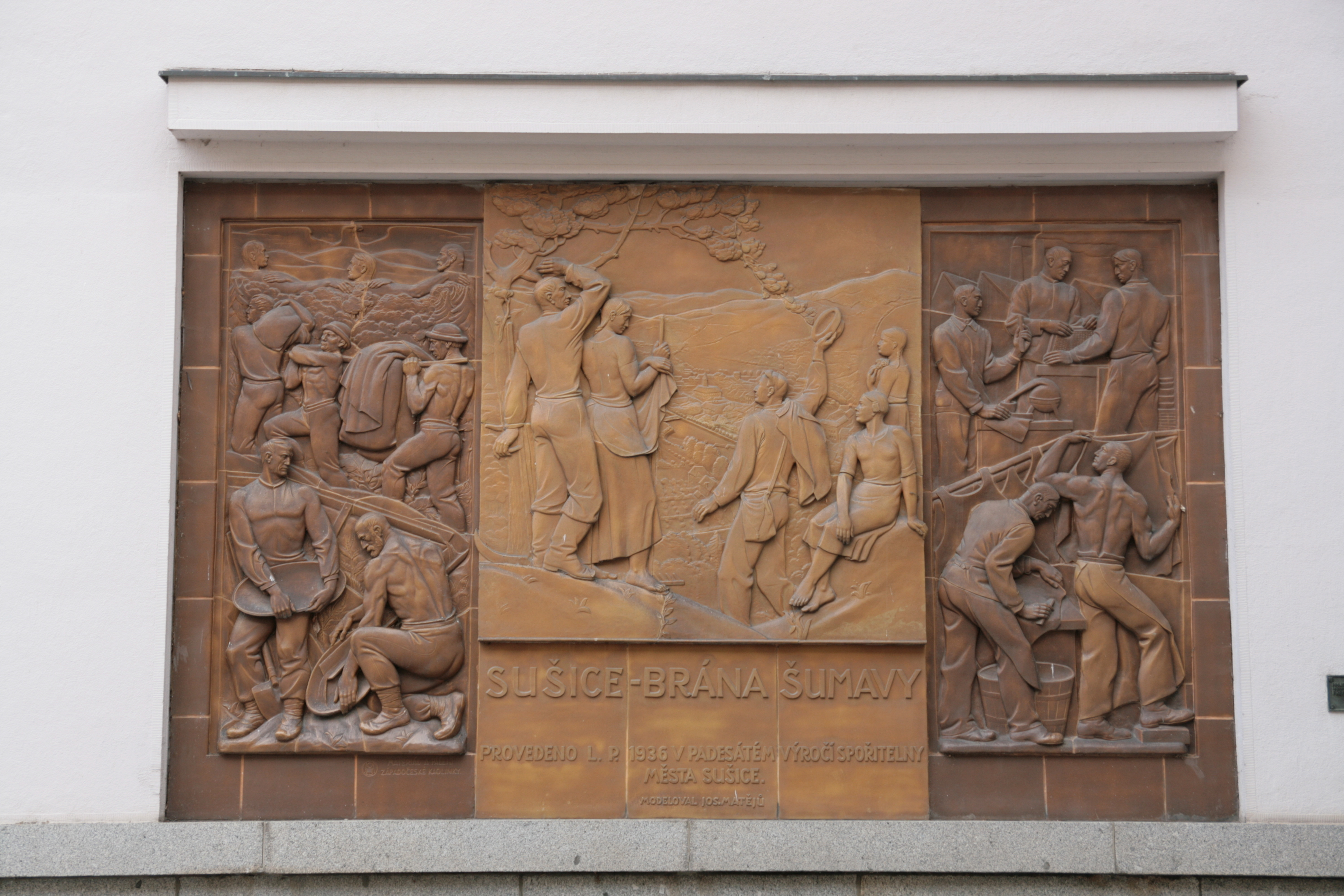
Josef Matějů: Brána Šumavy (1936), Sušice
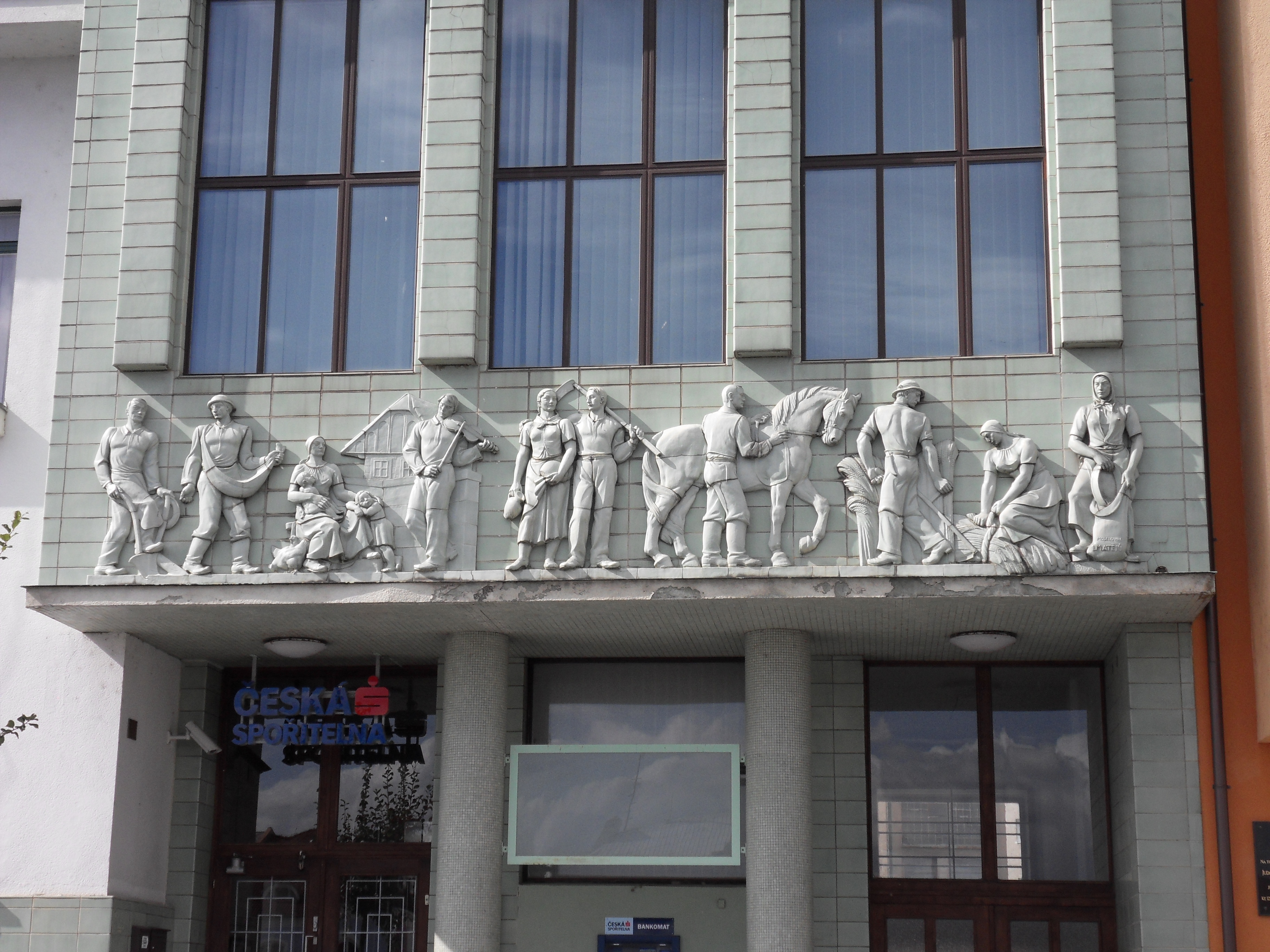
Josef Matějů: reliéf "Zemědělská práce" (1934-1935), Spořitelna Přeštice
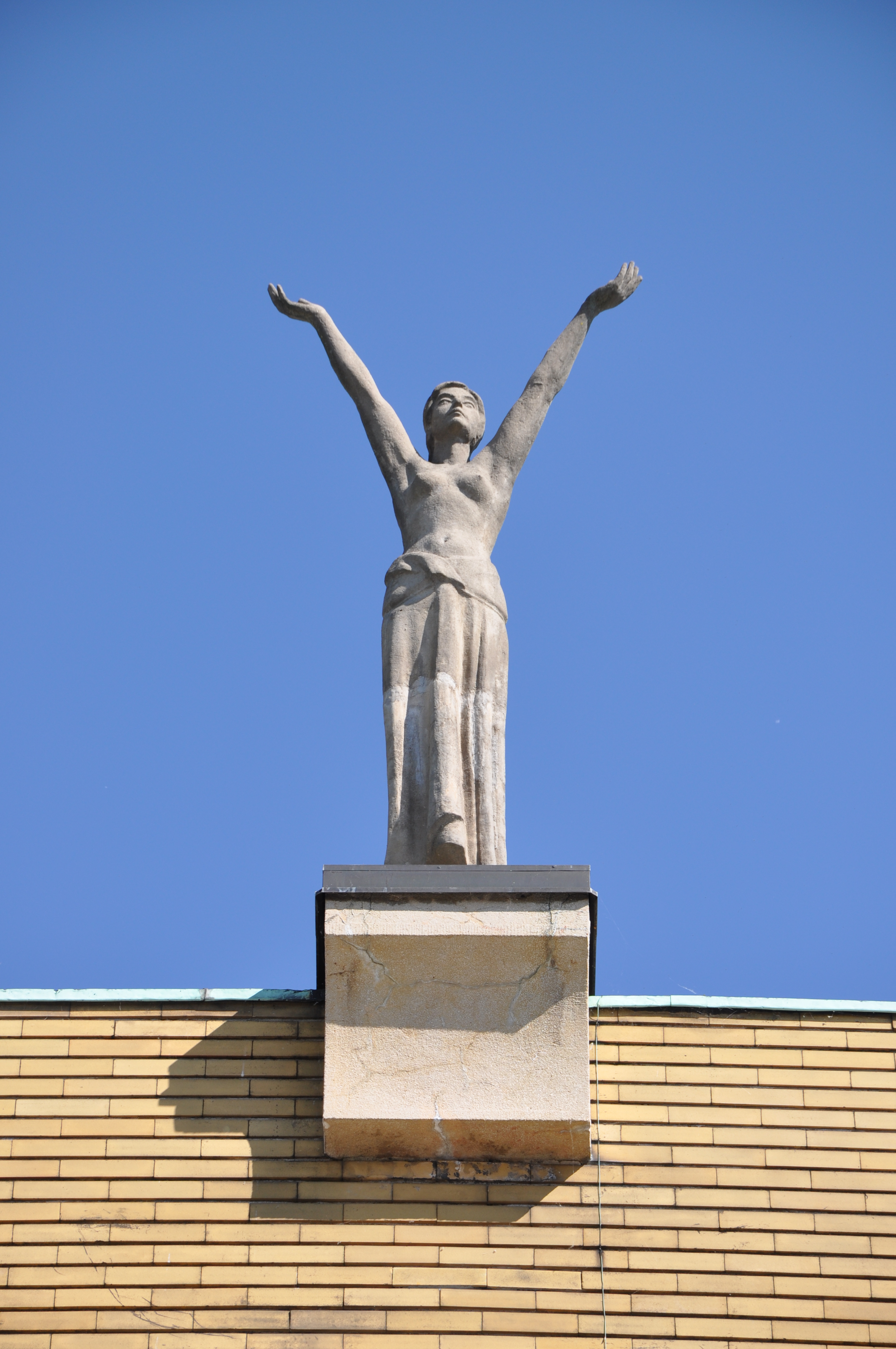
Josef Matějů: Thálie, divadlo Chrudim

- Pomník padlým legionářům – monumentální pomník na Komenského náměstí v Mladé Boleslavi[5][6]
- Matka s dítětem u Masarykova ústavu sociální péče v Mladé Boleslavi
- Práce – keramický reliéf na budově Spořitelny, Masarykovo náměstí v Přešticích
- kamenná kašna s keramickou sochou dívky, Spořitelna v Přešticích[7]
- Sušice - brána Šumavy – Pamětní deska k 50. výročí Spořitelny města Sušice, Poštovní ulice v Sušici[8]
- Průmysl, Spořivost, Obchod, Živnost – čtyři alegorické sochy na atice spořitelny v Klatovech, odstraněno[9]
- Thálie – socha múzy komedie pro Divadlo Karla Pippicha, nyní umístěna před Základní uměleckou školou[10]